# Wasserburg Langenschemmern
Die Wasserburg Langenschemmern ist eine abgegangene Wasserburg bei dem Hofgut Sybrandt im Ortsteil Langenschemmern der Gemeinde Schemmerhofen im baden-württembergischen Landkreis Biberach.
Die Burg wurde um 1358 erwähnt und um 1438 zerstört. Ehemalige Besitzer waren die Herren von Brandenburg und vermutlich die Herren Speth von Sybrandt. Von der nicht mehr genau lokalisierbaren Burganlage ist nichts erhalten.